# Dorothy Round
Dorothy Round (Dudley, 13 juli 1908 – Kidderminster, 12 november 1982) was een tennisspeelster uit Groot-Brittannië.
In 1934 en 1937 won Round het enkelspeltoernooi van Wimbledon, in 1935 het kampioenschap van Australië. Het was de enige keer dat zij uitkwam op het kampioenschap van Australië. Tussen 1931 en 1936 speelde zij op de Wightman Cup in het team voor Groot-Brittannië. In 1986 werd Round-Little opgenomen in de internationale Tennis Hall of Fame.

## Privé
Round studeerde aan de Castle High School in Dudley. Op 2 september 1937 huwde zij met Dr. Douglas Little en zij stopte in 1938 met tennis. Enkel in 1939 speelde zij nog eenmalig op Wimbledon, waar zij tot de vierde ronde kwam.

## Resultaten grandslamtoernooien
| Legenda | Legenda                          |
| ------- | -------------------------------- |
| g.t.    | geen toernooi gehouden           |
| l.c.    | lagere categorie                 |
| –       | niet deelgenomen                 |
| G       | uitgeschakeld in de groepsfase   |
| 1R      | uitgeschakeld in de eerste ronde |
| 2R      | uitgeschakeld in de tweede ronde |
| 3R      | uitgeschakeld in de derde ronde  |
| 4R      | uitgeschakeld in de vierde ronde |
| KF      | uitgeschakeld in de kwartfinale  |
| HF      | uitgeschakeld in de halve finale |
| F       | de finale verloren               |
| W       | het toernooi gewonnen            |
| w-v     | winst/verlies-balans             |

### Enkelspel
| toernooi           | 1928 | 1929 | 1930 | 1931 | 1932 | 1933 | 1934 | 1935 | 1936 | 1937 |    | 1939 |
| ------------------ | ---- | ---- | ---- | ---- | ---- | ---- | ---- | ---- | ---- | ---- | -- | ---- |
| Australian Champ's | –    | –    | –    | –    | –    | –    | –    | W    | –    | –    | –  |      |
| Roland Garros      | –    | –    | –    | –    | –    | –    | –    | –    | –    | –    | –  |      |
| Wimbledon          | 1R   | 2R   | 3R   | KF   | KF   | F    | W    | KF   | KF   | W    | 4R |      |
| US Nat'l Champ's   | –    | –    | –    | –    | –    | HF   | –    | –    | –    | –    | –  |      |

### Vrouwendubbelspel
| toernooi           | 1929 | 1930 | 1931 | 1932 | 1933 | 1934 | 1935 | 1936 | 1937 |    | 1939 |
| ------------------ | ---- | ---- | ---- | ---- | ---- | ---- | ---- | ---- | ---- | -- | ---- |
| Australian Champ's | –    | –    | –    | –    | –    | –    | HF   | –    | –    | –  |      |
| Roland Garros      | –    | HF   | –    | –    | –    | –    | –    | –    | –    | –  |      |
| Wimbledon          | 2R   | 1R   | HF   | 3R   | KF   | KF   | 3R   | 3R   | KF   | 3R |      |
| US Nat'l Champ's   | –    | –    | F    | –    | –    | –    | –    | –    | –    | –  |      |

### Gemengd dubbelspel
| toernooi           | 1930 |   | 1934 | 1935 | 1936 |
| ------------------ | ---- | - | ---- | ---- | ---- |
| Australian Champ's | –    | – | F    | –    |      |
| Roland Garros      | 3R   | – | –    | –    |      |
| Wimbledon          | –    | W | W    | W    |      |
| US Nat'l Champ's   | –    | – | –    | –    |      |

## Palmares

### Finaleplaatsen enkelspel
| nr.              | finale     | toernooi           | ondergrond | tegenstandster       | score         |
| ---------------- | ---------- | ------------------ | ---------- | -------------------- | ------------- |
| gewonnen finales |            |                    |            |                      |               |
| 1.               | 1934-07-07 | Wimbledon          | gras       | Helen Hull Jacobs    | 6-2, 5-7, 6-3 |
| 2.               | 1935-01-14 | Australian Champ's | gras       | Nancy Lyle           | 1-6, 6-1, 6-3 |
| 3.               | 1937-07-03 | Wimbledon          | gras       | Jadwiga Jędrzejowska | 6-2, 2-6, 7-5 |
| verloren finales |            |                    |            |                      |               |
| 1.               | 1933-07-08 | Wimbledon          | gras       | Helen Wills-Moody    | 4-6, 8-6, 3-6 |
| 2.               | 1933-10-07 | WTA Berkeley       | gravel     | Alice Marble         | 4-6, 1-6      |

### Finaleplaatsen dubbelspel
| nr.                                 | finale     | toernooi           | ondergrond | partner           | tegenstand(st)ers                    | score         |
| ----------------------------------- | ---------- | ------------------ | ---------- | ----------------- | ------------------------------------ | ------------- |
| gewonnen finales vrouwendubbelspel  |            |                    |            |                   |                                      |               |
| 1.                                  | 1933-10-07 | WTA Berkeley       | gravel     | Mary Heeley       | Alice Marble Elizabeth Ryan          | 1-6, 6-2, 6-4 |
| verloren finales vrouwendubbelspel  |            |                    |            |                   |                                      |               |
| 1.                                  | 1931-08-24 | US Nat'l Champ's   | gras       | Helen Hull Jacobs | Betty Nuthall Eileen Bennett         | 2-6, 4-6      |
| gewonnen finales gemengd dubbelspel |            |                    |            |                   |                                      |               |
| 1.                                  | 1934-07-07 | Wimbledon          | gras       | Tatsuyoshi Miki   | Dorothy Shepherd-Barron Henry Austin | 3-6, 6-4, 6-0 |
| 2.                                  | 1935-07-06 | Wimbledon          | gras       | Fred Perry        | Nell Hall-Hopman Harry Hopman        | 7-5, 4-6, 6-2 |
| 3.                                  | 1936-07-04 | Wimbledon          | gras       | Fred Perry        | Sarah Fabyan Donald Budge            | 7-9, 7-5, 6-4 |
| verloren finales gemengd dubbelspel |            |                    |            |                   |                                      |               |
| 1.                                  | 1935-01-14 | Australian Champ's | gras       | Fred Perry        | Louise Bickerton Christian Boussus   | 6-1, 3-6, 3-6 |